# Roderick Douglas Macdonald
Sir Roderick „Roddy“ Douglas Macdonald, KBE (* 25. Februar 1921 in Java; † 19. Januar 2001) war ein britischer Vizeadmiral der Royal Navy, der zuletzt zwischen 1976 und 1979 Chef des Stabes der Alliierten Seestreitkräfte der NATO in Südeuropa (NAVSOUTH) war.

## Leben

### Ausbildung zum Seeoffizier und Zweiter Weltkrieg

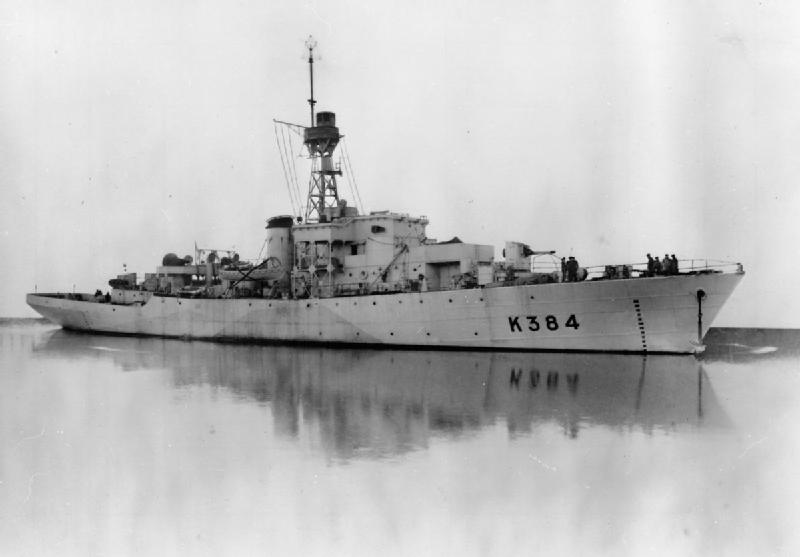
1953 übernahm Macdonald als Kommandant der Korvette HMS Leeds Castle sein erstes eigenes Schiffskommando

Macdonald absolvierte seine schulische Ausbildung am Fettes College in Edinburgh und war 1938 Kapitän der schottischen Rugby-Schülermannschaft. Er trat 1939 als Seekadett in die Royal Navy ein und absolvierte seine Ausbildung auf den Schulschiffen Frobisher und Vindictive. Im Anschluss wurde er als Fähnrich zur See (Midshipman) zum Leichten Kreuzer Belfast versetzt, ehe dieser im November 1939 durch eine deutsche Seemine im Firth of Forth schwer beschädigt wurde. Danach versah er Dienst auf dem Kohlendampfschiff Lunar Bow und unternahm auf diesem Patrouillenfahrten vor dem Flottenstützpunkt Scapa Flow.
Er nahm im Frühjahr 1940 auf dem Schlachtschiff Valiant unter dem Kommando von Kapitän zur See Bernard Rawlings zusammen mit seinem Lehrgangskameraden Terence Lewin während des Zweiten Weltkrieges an verschiedenen Flotten- und Geleitzugeinsätzen im Atlantischen Ozean vor Norwegen und später im Mittelmeer teil. Danach fand er zwischen 1941 und 1943 Verwendung auf dem Zerstörer Fortune, der im Indischen Ozean eingesetzt war. Danach diente er zwischen 1943 und 1946 auf dem Geleitzerstörer Meynell, dem Zerstörer Goathland sowie dem Zerstörer Cockade.

### Nachkriegszeit, Einsätze in Zypern und Borneo
Nach Kriegsende fand er Verwendung als See- und Stabsoffizier in verschiedenen Marineeinheiten und war unter anderem Offiziersausbilder auf dem Schlachtschiff Vanguard, ehe er 1953 als Kommandant der Korvette Leeds Castle sein erstes eigenes Schiffskommando übernahm. Danach war er als Fregattenkapitän (Commander) Kommandant der Minensuchboote Esserton und Walkerton sowie Leitender Offizier beim 104. Minensuchgeschwader im Mittelmeer. Während dieser Zeit wurde er für seine Verdienste bei Patrouillenfahrten zwischen dem 1. Januar und dem 30. Juni 1958 vor Zypern im Kriegsbericht erwähnt (Mentioned in dispatches). 1959 übernahm er auf dem Marinestützpunkt Isle of Portland den neugeschaffenen Posten als Kommandeur für Seeausbildung im Stab des Flaggoffiziers für Seeausbildung und war als solcher für Grund- und Weiterbildung von Schiffsbesatzungen der Royal Navy, aber auch auf Schiffen anderer NATO-Staaten zuständig. Danach wurde er 1961 Kommandant der neu in Dienst gestellten U-Jagd-Fregatte Falmouth.
Nach seiner Beförderung zum Kapitän zur See (Captain) wurde Macdonald 1965 Kommandeur der Marineverbände in Borneo (Commander, Naval Forces and Joint Force Commander, Borneo). Während dieser Verwendung nahm er zusammen mit Marineeinheiten aus Australien, Neuseeland und Malaysia gegen Indonesien teil, um den Machtanspruch des Präsidenten von Indonesien Sukarno auf Sarawak, Sabah und Brunei zu verhindern. Dabei bestand die Aufgabe der Marineverbände im Wesentlichen in der Unterstützung der Landstreitkräfte sowie in Patrouillenfahrten vor den Küsten. Als Direktor für Operationen war er zeitweise für die operative Kontrolle der fünf Brigaden sowie der taktischen Luftstreitkräfte zuständig. Für seine dortigen Verdienste wurde er am 16. Mai 1967 Commander des Order of the British Empire (CBE).

### Aufstieg zum Vizeadmiral

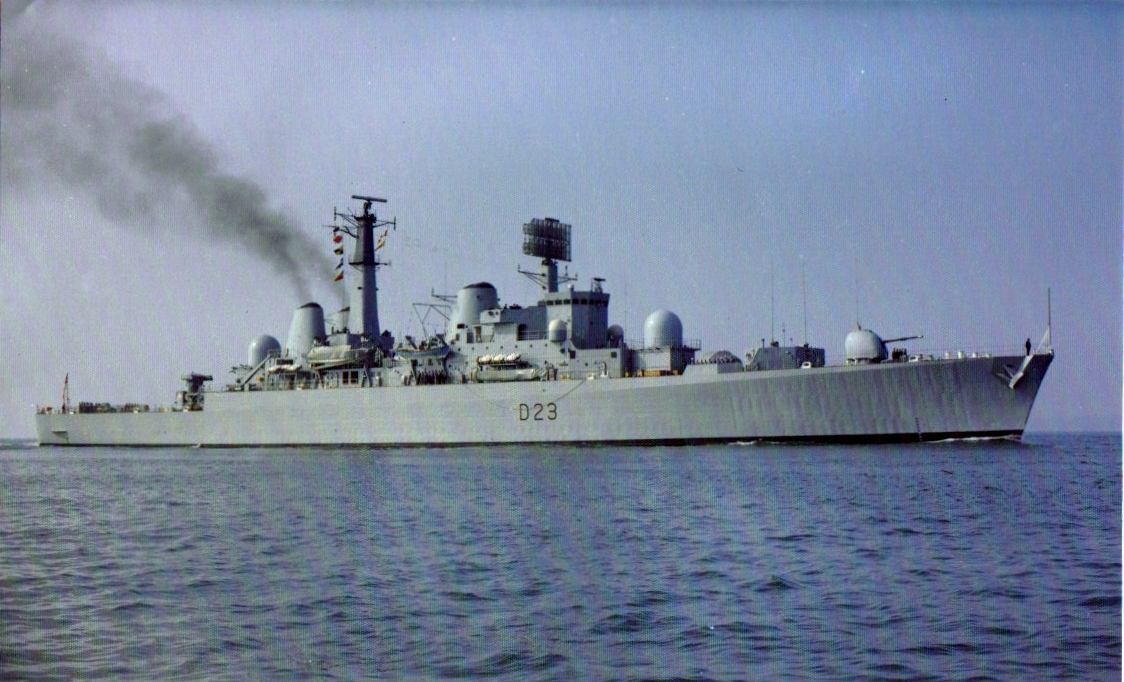
Macdonald war erster Kommandant des am 31. März 1973 in Dienst gestellten Zerstörers Bristol

Danach war Macdonald zwischen 1968 und 1969 Kommandeur der Zerstörerverbände des in Londonderry stationierten Geschwaders (Londonderry Squadron) sowie von 1969 bis Ende 1970 Kommandeur des 1. Fregattengeschwaders (First Frigate Squadron) der Fernostflotte (Far East Fleet). 1971 wurde er als Captain of the Fleet Adjutant des ersten Oberkommandierenden der Flotte CINCFLEET (Commander-in-Chief Fleet), Flottenadmiral Edward Ashmore, und im Anschluss 1972 Kommandant des Zerstörers Bristol, der am 31. März 1973 offiziell in Dienst gestellt wurde.
Nach seiner Beförderung zum Konteradmiral (Rear Admiral) 1973 wurde er Chef des Stabes der Marineheimatverbände (Naval Home Command) und bekleidete diesen Posten bis 1976. Während dieser Zeit war er zugleich 1975 Aide-de-camp von Königin Elisabeth II. Im Anschluss wurde er als Vizeadmiral (Vice Admiral) 1976 Chef des Stabes der Alliierten Seestreitkräfte der NATO in Südeuropa NAVSOUTH (Allied Naval Forces Southern Europe) und übte diese Verwendung bis zu seinem Eintritt in den Ruhestand 1979 aus. Während dieser Zeit wurde er zum 1. Januar 1978 zum Knight Commander des Order of the British Empire (KBE) geschlagen und führte seither den Namenszusatz „Sir“.
Er engagierte zudem in der britischen Leuchtfeuerverwaltung (Corporation of Trinity House of Deptford Strond), deren Vizepräsident er zwischen 1976 und 1985 war. Darüber hinaus war er als Maler tätig und schuf zahlreiche Zeichnungen und Gemälde sowie Illustrationen für Bücher. Er war des Weiteren Häuptling (Chieftain) der Highland Games auf der Isle of Skye sowie Trustee des Clan Donald Lands Trust.
Macdonald heiratete 1943 in erster Ehe Joan Willis. Aus dieser 1980 geschiedenen Ehe fingen drei Söhne hervor. 1980 heiratete er in zweiter Ehe Pamela Bartosik.

## Veröffentlichungen
- Your Ship, 1970
- The Figurehead, 1993